# カサデロ
カサデロ（Cerro Tipas, Cerro Cazadero, Cerro Walther Penck）は、アンデス山脈の大規模な複式火山であり、アルゼンチン北西部のカタマルカ州に位置する。世界最高峰の活火山、オホス・デル・サラードの南西に位置する。
カサデロは世界で3番目に高い活火山で溶岩円頂丘をもった成層火山である。標高は海抜6,660mである。
1970年（昭和45年）12月14日、日本人隊員8人、チリ人隊員6人からなる「アタカマ高地探検隊」が、当時のアンデス山脈での未踏峰のうち、最も高いカサデロ峰を確認し、日本の竹下孝哉とチリ人隊員2名が初登頂に成功した。